# Vidal y Agrícola
Vidal y Agrícola son venerados como mártires, que se considera que murieron en Bolonia hacia el 304, durante la persecución ordenada por el emperador romano Diocleciano.

## Leyenda
Agrícola era un ciudadano cristiano de Bolonia que convirtió a su esclavo, Vidal, al cristianismo; se apegaron profundamente el uno al otro. Vidal fue el primero en sufrir el martirio, siendo ejecutado en el anfiteatro. Luego, las autoridades torturaron a Agrícola, pero no lograron que abandonara su religión. Finalmente fue crucificado.

## Veneración
La información sobre Vidal y Agrícola se basa en los escritos de San Ambrosio. En 392 o 393, Eusebio de Bolonia, había anunciado el descubrimiento de las reliquias de Vidal y Agrícola en un cementerio judío de la ciudad. Volvió a enterrar las reliquias según los ritos cristianos, un evento al que asistió San Ambrosio. El nuevo entierro llevó a la veneración popular de estos santos.
El culto a estos dos mártires se difundió en Europa Occidental gracias a los esfuerzos de San Ambrosio, quien trasladó algunas de las reliquias a Milán y entregó otras a Florencia. Llevó parte de la sangre, partes de la cruz y los clavos a Florencia, y colocó estas reliquias en la iglesia erigida por una mujer llamada Juliana. En esta ocasión pronunció un discurso de alabanza a la virginidad, con especial referencia a las tres vírgenes hijas de Juliana. Su mención de los mártires Agrícola y Vidal en la primera parte de la oración es la única fuente de información sobre la vida de estos mártires ("De exhortatione virginitatis", cc. i-u, en P.L., XVI, 335).
En 396 se enviaron otras reliquias a Victricio de Ruán, y aproximadamente en la misma fecha a Paulino de Nola y otros. El culto tenía como centro la ciudad de Bolonia, donde se construyó una basílica para albergar las reliquias.
Se dice que la iglesia boloñesa de San Vitale ed Agricola in Arena, parte del complejo de 7 iglesias conocido como Santo Stefano, se construyó sobre los restos de un anfiteatro romano donde tuvo lugar el martirio de Vidal y Agrícola en el siglo IV. La cripta de los dos mártires data del siglo XI.